# New Hebron
New Hebron is een plaats (town) in de Amerikaanse staat Mississippi, en valt bestuurlijk gezien onder Lawrence County.

## Demografie
Bij de volkstelling in 2000 werd het aantal inwoners vastgesteld op 447.
In 2006 is het aantal inwoners door het United States Census Bureau geschat op 444, een daling van 3 (-0,7%).

## Geografie
Volgens het United States Census Bureau beslaat de plaats een oppervlakte van
1,7 km², geheel bestaande uit land. New Hebron ligt op ongeveer 113 m boven zeeniveau.

## Plaatsen in de nabije omgeving
De onderstaande figuur toont nabijgelegen plaatsen in een straal van 28 km rond New Hebron.